# World Series of Poker 1984
 (juillet 2025).
La mise en forme du texte ne suit pas les recommandations de Wikipédia : il faut le « wikifier ».
Les points d'amélioration suivants sont les cas les plus fréquents. Le détail des points à revoir est peut-être précisé sur la page de discussion.
- Les titres sont pré-formatés par le logiciel. Ils ne sont ni en capitales, ni en gras.
- Le texte ne doit pas être écrit en capitales (les noms de famille non plus), ni en gras, ni en italique, ni en « petit »…
- Le gras n'est utilisé que pour surligner le titre de l'article dans l'introduction, une seule fois.
- L'italique est rarement utilisé : mots en langue étrangère, titres d'œuvres, noms de bateaux, etc.
- Les citations ne sont pas en italique mais en corps de texte normal. Elles sont entourées par des guillemets français : « et ».
- Les listes à puces sont à éviter, des paragraphes rédigés étant largement préférés. Les tableaux sont à réserver à la présentation de données structurées (résultats, etc.).
- Les appels de note de bas de page (petits chiffres en exposant, introduits par l'outil «  Source ») sont à placer entre la fin de phrase et le point final[comme ça].
- Les liens internes (vers d'autres articles de Wikipédia) sont à choisir avec parcimonie. Créez des liens vers des articles approfondissant le sujet. Les termes génériques sans rapport avec le sujet sont à éviter, ainsi que les répétitions de liens vers un même terme.
- Les liens externes sont à placer uniquement dans une section « Liens externes », à la fin de l'article. Ces liens sont à choisir avec parcimonie suivant les règles définies. Si un lien sert de source à l'article, son insertion dans le texte est à faire par les notes de bas de page.
- La présentation des références doit suivre les conventions bibliographiques. Il est recommandé d'utiliser les modèles {{Ouvrage}}, {{Chapitre}}, {{Article}}, {{Lien web}} et/ou {{Bibliographie}}. Le mode d'édition visuel peut mettre en forme automatiquement les références.
- Insérer une infobox (cadre d'informations à droite) n'est pas obligatoire pour parachever la mise en page.

Pour une aide détaillée, merci de consulter Aide:Wikification.
Si vous pensez que ces points ont été résolus, vous pouvez retirer ce bandeau et améliorer la mise en forme d'un autre article.
Résultats des World Series of Poker 1984.

## Résultats
| Tournoi                                  | Vainqueur       | Prix     | Finaliste        |
| ---------------------------------------- | --------------- | -------- | ---------------- |
| $1,000 No Limit Hold'em                  | Dick Albano     | $117,000 | Bobby Hoff       |
| $1,500 No Limit Hold'em                  | Todd Baur       | $133,500 | Dean Williams    |
| $1,000 Pot Limit Omaha                   | William Bennett | $84,000  | David Sklansky   |
| $1,000 Seven Card Stud Split             | Norman Berliner | $50,000  | David Holzderber |
| $1,000 Ace to Five Draw                  | Paul Fontaine   | $54,500  | David Baxter     |
| $1,000 Seven Card Razz                   | Mike Hart       | $40,000  | David Singer     |
| $5,000 Seven Card Stud                   | Jack Keller     | $137,500 | Harry Thomas     |
| $1,000 Employee Event - No Limit Hold'em | Sandy Stupak    | $14,000  | Unknown          |
| $1,000 Limit Hold'em                     | Bob Martinez    | $135,000 | Jerry Todd       |
| $1,000 Seven Card Stud                   | Mike Schneiberg | $65,000  | Norman Jay       |
| $10,000 Deuce to Seven Draw              | Dewey Tomko     | $105,000 | Sam Angel        |
| $5,000 Pot Limit Omaha                   | Dewey Tomko     | $135,000 | Roger Moore      |
| $500 Ladies' Seven Card Stud             | Karen Wolfson   | $15,000  | Marsha Waggoner  |

## Table Finale du Main Event
| Place | Nom                    | Prix     |
| ----- | ---------------------- | -------- |
| 1er   | Jack Keller            | $660,000 |
| 2e    | Byron "Cowboy" Wolford | $264,000 |
| 3e    | Jesse Alto             | $132,000 |
| 4e    | David Chew             | $66,000  |
| 5e    | Rick Hamill            | $66,000  |
| 6e    | Curtis Skinner         | $52,800  |
| 7e    | Mike Allen             | $26,400  |
| 8e    | Howard Andrew          | $26,400  |
| 9e    | Rusty La Page          | $26,400  |